# 爆音Dance!
「爆音Dance!」（Danceでバコーン！）是日本的女子偶像組合℃-ute的第13张单曲。2010年8月25日由zetima发售。

## 概要
- 此單曲有3個版本，分別有「初回生産限定盤A - B」和「CD ONLY」。「初回生産限定盤」收錄了「爆音Dance!」的PV。
- 在9月6日於公信榜单曲週排行榜取得第8位，是自出道至今第一張於單曲週間排名非6位或以上的單曲。

## 收錄内容

### CD（初回生産限定盤A - B，CD ONLY）
1. 爆音Dance!
（作詞・作曲：淳君 編曲：鈴木俊介）
2. 我不想再被討厭（これ以上 嫌われたくないの）
（作詞・作曲：淳君 編曲：平田祥一郎）
3. 爆音Dance!(Instrumental)

### DVD（初回生産限定盤A）
1. 爆音Dance!（Dance Shot Ver.）

### DVD（初回生産限定盤B）
1. 爆音Dance!（Close-up Ver.）